# والي راي
والي راي (بالإنجليزية: Wallace Rae)‏ هو سياسي أسترالي، ولد في 31 مارس 1913 في أستراليا، وتوفي في 18 مارس 2006 في أستراليا. حزبياً، نشط في الحزب الوطني الأسترالي في كوينزلاند ‏. وقد انتخب عضو المجلس التشريعي ولاية كوينزلاند.